# The Loft
Pour les articles homonymes, voir Loft (homonymie).
The Loft était une discothèque informelle située à New York aux États-Unis. L'idée du Loft, c'est-à-dire de soirées musicales privées réservées à un club, ses membres et leurs invités, est née dans l'esprit de David Mancuso qui dès 1966 organisait des moments musicaux pour ses amis. Le succès de ces rassemblements lui donna l'envie de formaliser ce rituel. La première de ces soirées privées officielles eut lieu en 1970, intitulée Love Saves The Day. Elles devinrent ensuite hebdomadaires à partir de 1971. 
La grande majorité des artistes new-yorkais de la house et du garage ont fait leurs armes dans le cadre du Loft, comme Larry Levan, Frankie Knuckles ou Louie Vega.